# Cuesta Colorada, Hidalgo
Cuesta Colorada är en ort i Mexiko.   Den ligger i kommunen Jacala de Ledezma och delstaten Hidalgo, i den sydöstra delen av landet, 180 km norr om huvudstaden Mexico City. Cuesta Colorada ligger 1 629 meter över havet och antalet invånare är 669.
Terrängen runt Cuesta Colorada är kuperad åt nordväst, men åt sydost är den bergig. Runt Cuesta Colorada är det ganska glesbefolkat, med 34 invånare per kvadratkilometer. Närmaste större samhälle är Jacala, 7,9 km väster om Cuesta Colorada. I omgivningarna runt Cuesta Colorada växer huvudsakligen savannskog.